# عبدون
عبدون أو «حييّ عبدون الشمالي والجنوبي» من أحياء منطقة زهران وسط العاصمة الأردنية عمّان، تتبع إداريًا لواء قصبة عمان ضمن مديرية أمانة عمان الكبرى، يحد الحيّين من الشمال حي الرضوان وحي أم أذينة الشرقي، ومن الشرق منطقة بدر، ومن الجنوب منطقتا بدر ومنطقة أم قصير والمقابلين والبنيات، ومن الغرب منطقة بيادر وادي السير. توجد فيها الكثير من السفارات مثل سفارة الولايات المتحدة الأمريكية والسفارة السورية والمصرية والبرتغالية وغيرها. بني فيها جسر عبدون المعلق وهو جسر معلّق يربط حي عبدون الشمالي وحي الرضوان ضمن نفس المنطقة منطقة زهران، وعند سُكان مدينة عمان هو جسر يربط دوار عبدون بدوار الرابع.

## معرض الصور

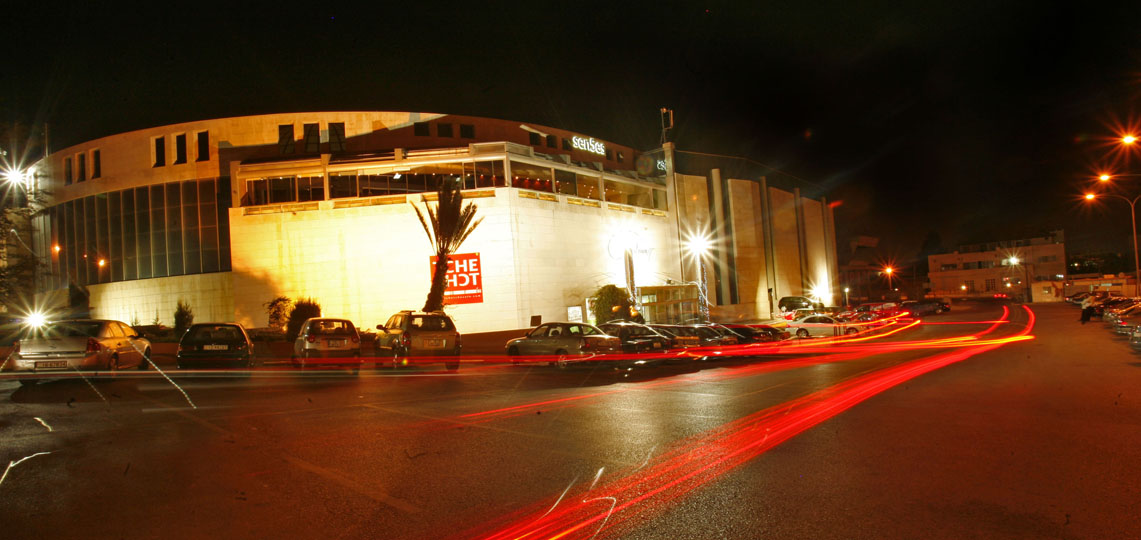
مركز تسوق بعبدون.
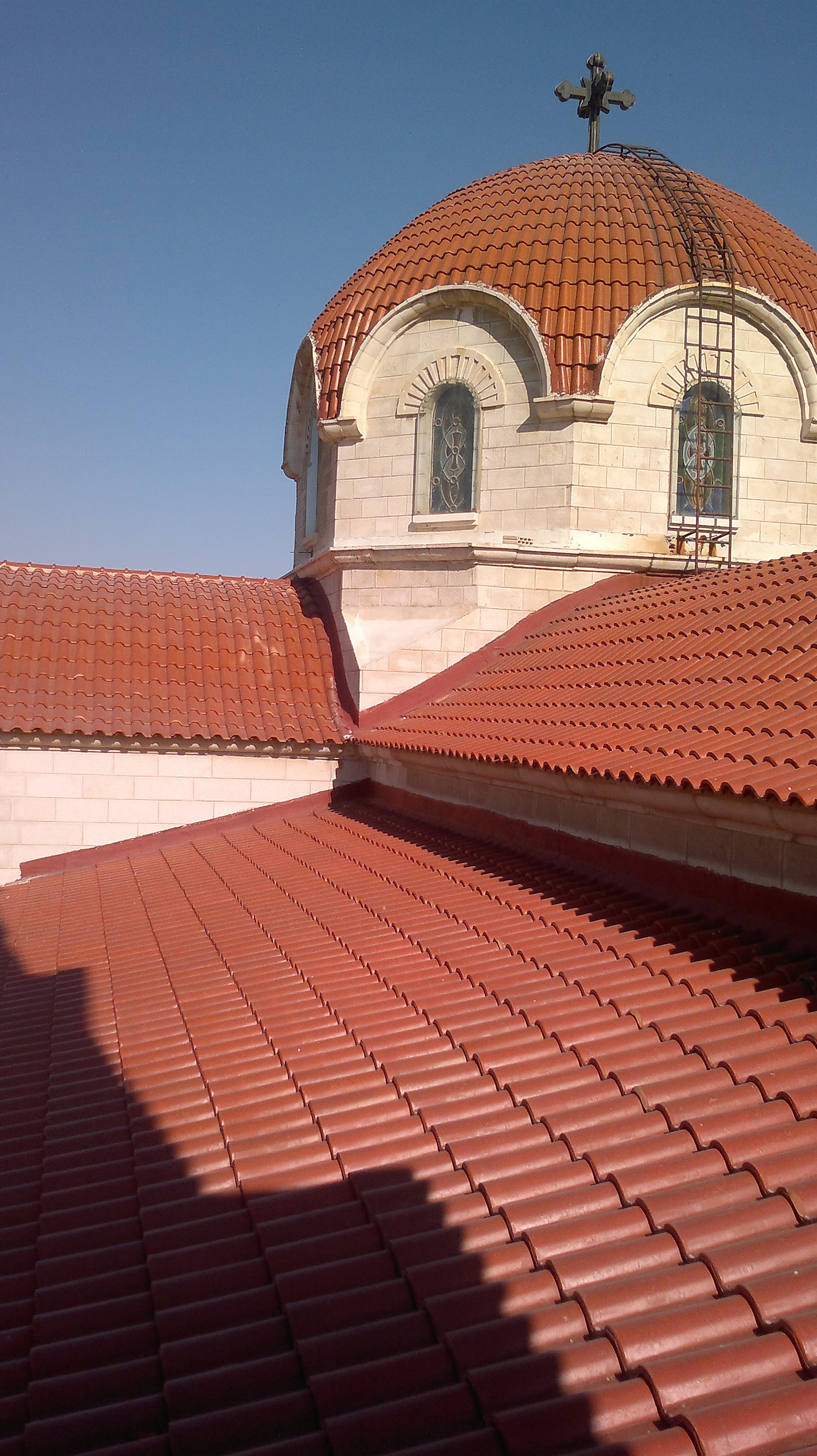
قبة كنيسة بعبدون.
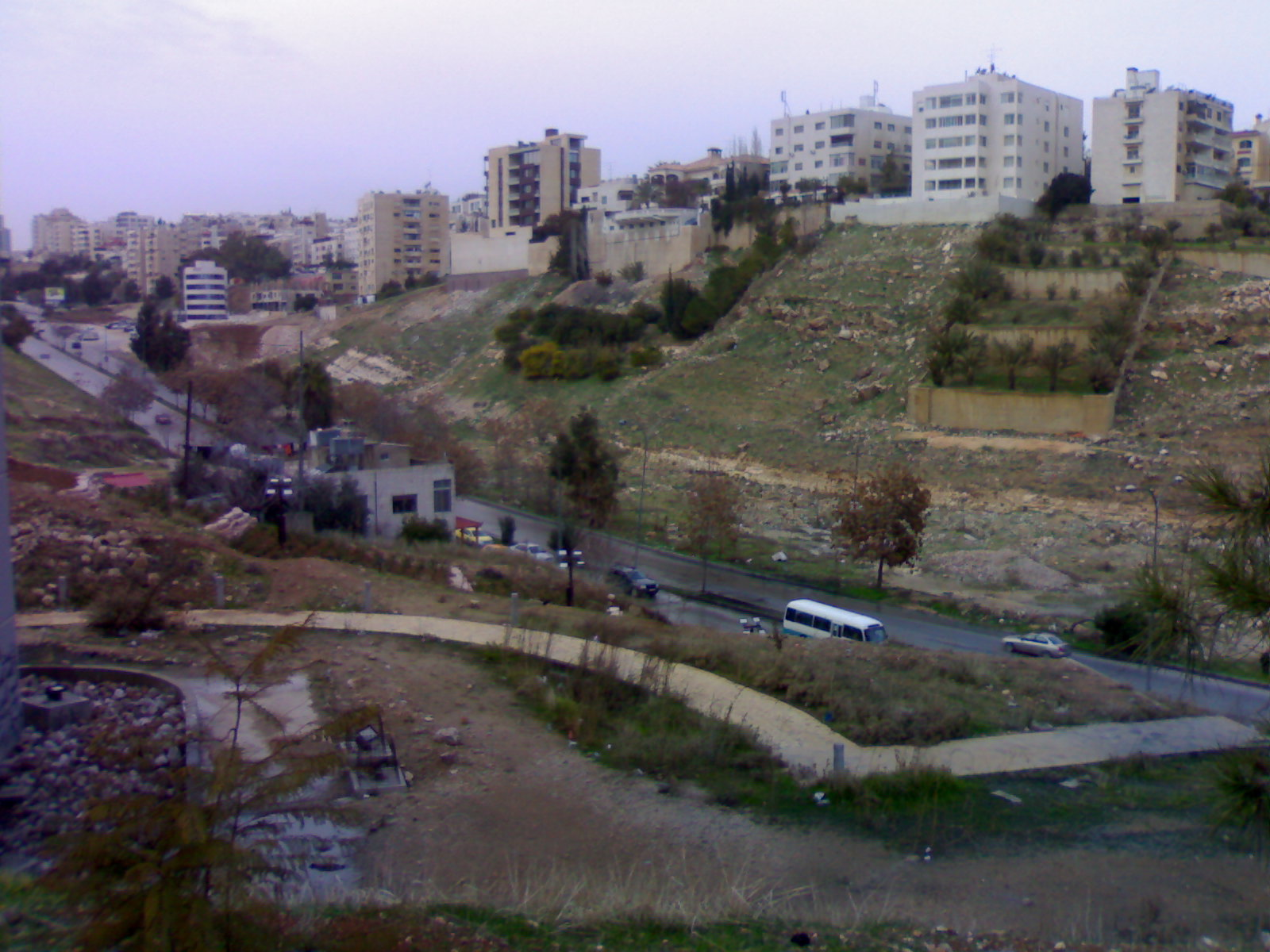
وادي عبدون.
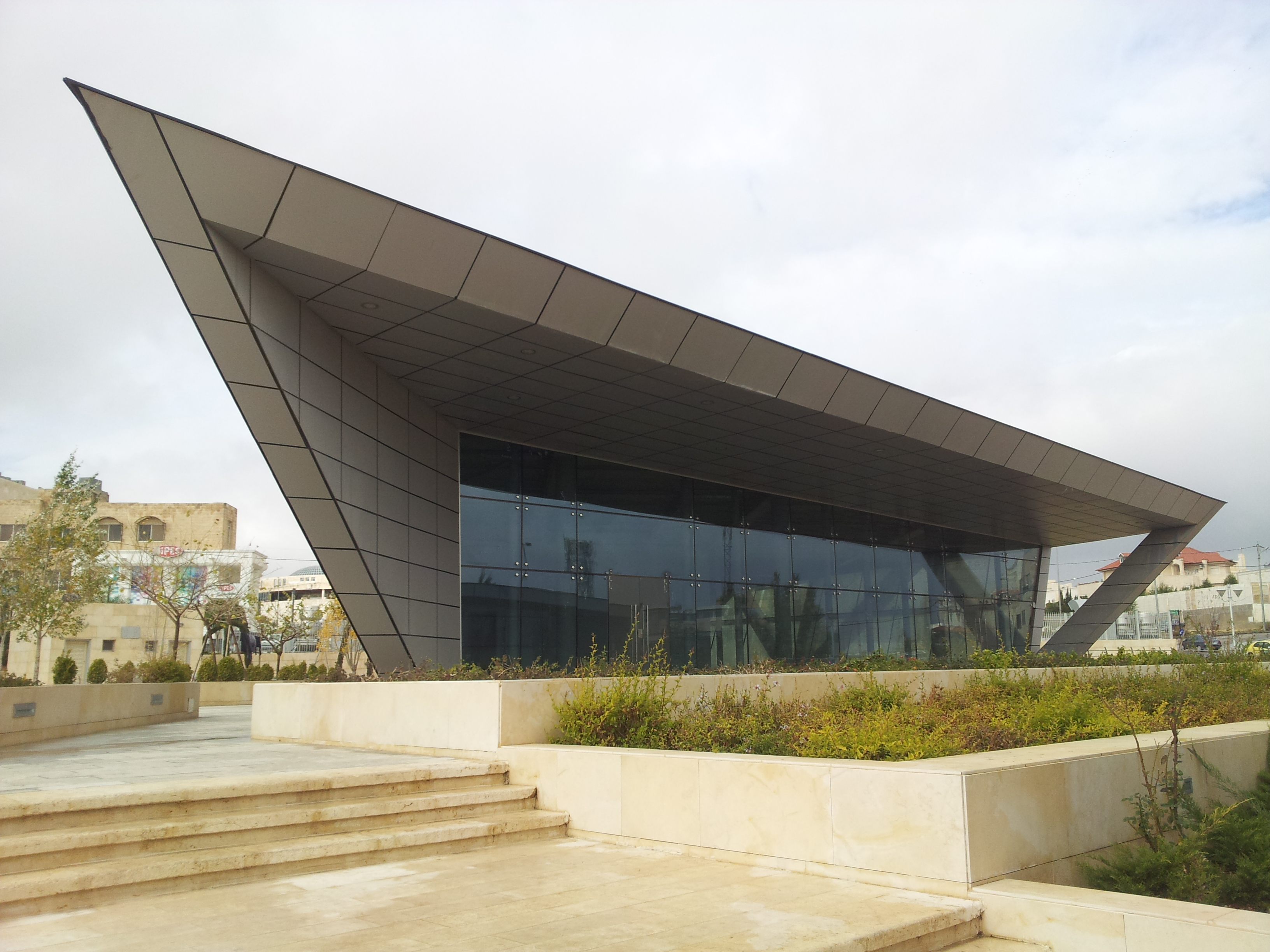
حديقة عبدون
جبل عبدون
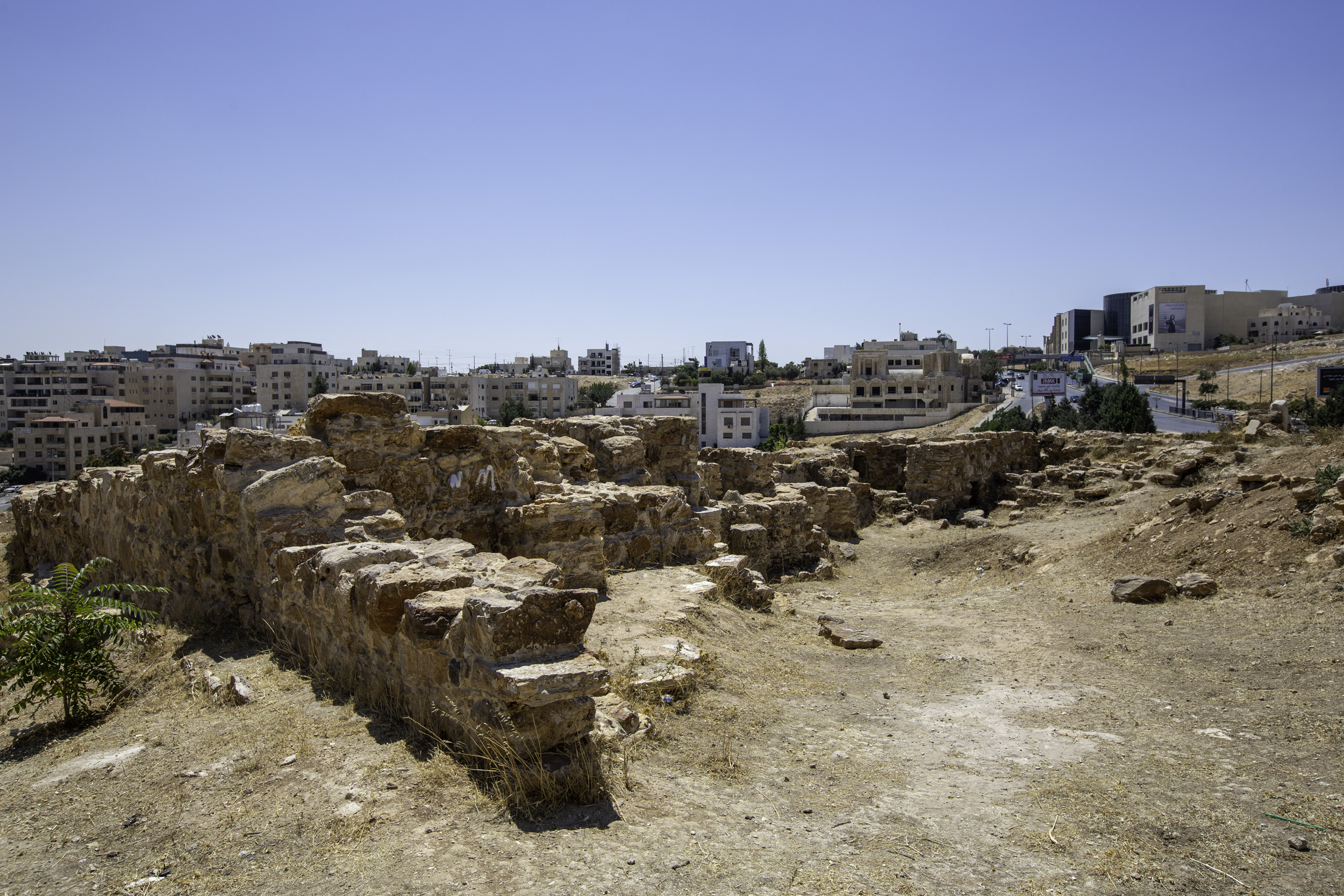
عبدون

## وصلات خارجية
- خريطة مناطق أمانة عمان الكبرى.
- خريطة سياحية لعمان.
- مشروع جسر عبدون من موقع أمانة عمان الرسمي